# Бистренци (община Демир Капия)
 Тази статия е за селото в Северна Македония.  За селото в България вижте Бистренци.  
Бистренци (на македонска литературна норма: Бистренци) е село в Северна Македония, в община Демир Капия.

## География
Селото е разположено на север от град Демир Капия на левия бряг на река Вардар.

## История
В XIX век Бистренци е смесено село в Тиквешка кааза на Османската империя. Според статистиката на Васил Кънчов („Македония. Етнография и статистика“) от 1900 г. Бистренци е има 80 жители българи християни, 570 българи мохамедани и 22 цигани.
Всички християнски жители на Бистренци са под върховенството на Българската екзархия. По данни на секретаря на екзархията Димитър Мишев („La Macédoine et sa Population Chrétienne“) в 1905 година в Бистрица има 80 българи екзархисти.
След Междусъюзническата война в 1913 година селото попада в Сърбия. След Първата световна война мюсюлманите се изселват и в Бистренци се заселват словенски колонисти, които с частни средства изкупуват земя от землището на селото. В 1935 година новозаселените словенци изграждат католическата църква „Свети Йосиф“.
На етническата си карта от 1927 година Леонард Шулце Йена показва Бистренци (Bistrenci) като българо-мохамеданско (помашко) село.
По време на българското управление във Вардарска Македония в годините на Втората световна война, Асен Панев Арсов от Неготино е български кмет на Бистренци от 17 септември 1941 година до 9 септември 1944 година.
В 1967 година започва изграждането на църквата „Света Петка“, която е завършена и осветена в 1971 година.
Според преброяването от 2002 година Бистренци има 364 жители.
| Националност | Всичко |
| македонци    | 315    |
| албанци      | 3      |
| турци        | 39     |
| роми         | 0      |
| власи        | 0      |
| сърби        | 3      |
| бошняци      | 0      |
| други        | 25     |

## Личности
Починали в Бистренци
- Атанас Русев Христов, български военен деец, подпоручик, загинал през Първата световна война[9]
- Велико Тодоров Милчев, български военен деец, подпоручик, загинал през Първата световна война[10]
- Димитър Радев Николов, български военен деец, подпоручик, загинал през Първата световна война[11]
- Никола Христов Чолаков, български войник от с. Върбовка, редник, загинал 23 ноември 1915[12]